# 契島
契島（日语：／ Chigiri-shima */?）是廣島縣豐田郡大崎上島町，瀨戶內海上藝予群島的一個島。

## 地理
契島與廣島縣竹原市隔海距離約4公里，面積為9萬平方公尺。
全島幾乎為東邦亞鉛所有，成為該公司工廠（契島製鍊所）。日本40%以上的鉛是契島冶鍊而成。截至2017年，日本國內僅有契島的工廠以鉛礦進行冶鍊。
除大崎上島町營渡輪停泊處外、與公司有關者以外禁止進入。近來卻在工廠、廢墟狂熱下成為僅次於端島的「第二座軍艦島」，狂熱者未經許可進入廠區成為一大問題。。
除了七座工廠外，島上還有物流中心和職員住宅，目前2017年有30名作業員居住。鉛由澳大利亞與南美洲等境外輸入礦石冶煉生產，2017年年間已出貨9萬噸。主要作為汽車電池的原料。

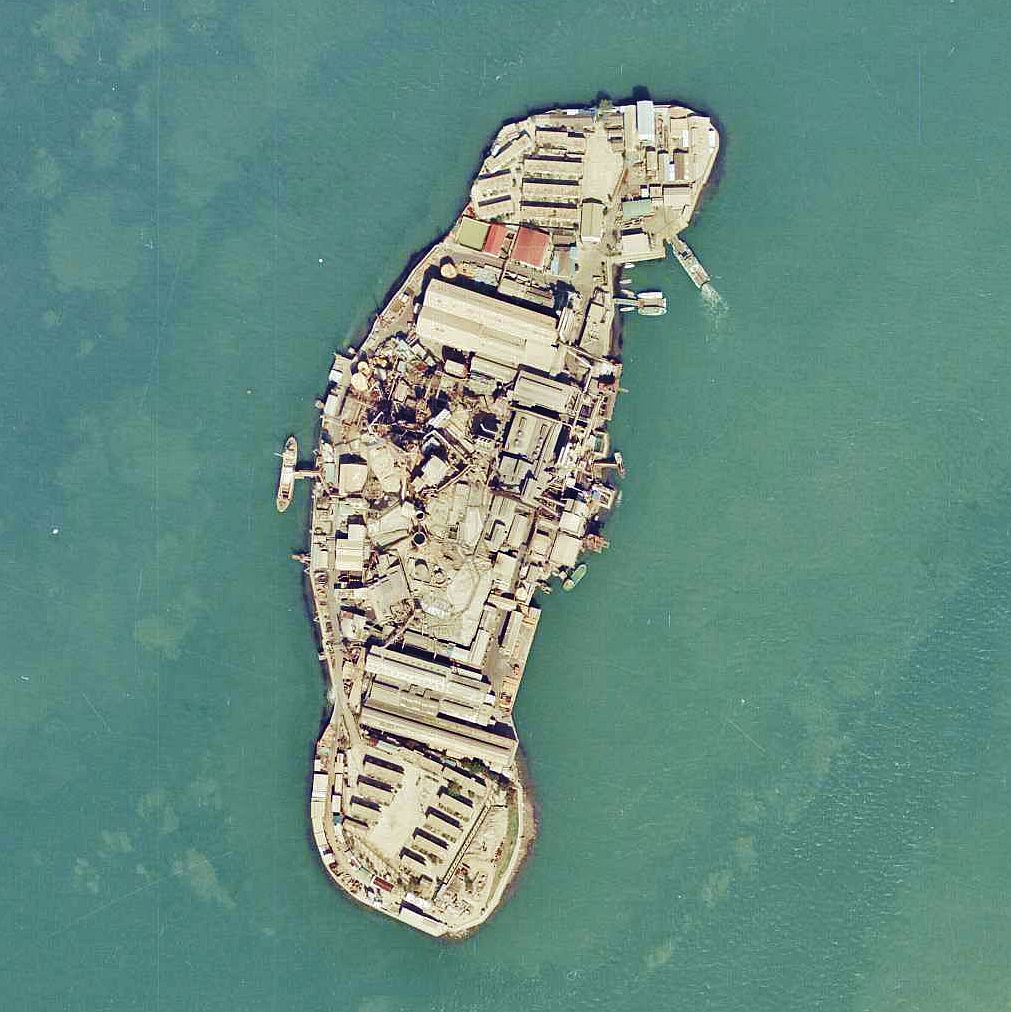
契島空照圖
島中心為工廠，南端為物流中心、北部有辦公室與公司住房。

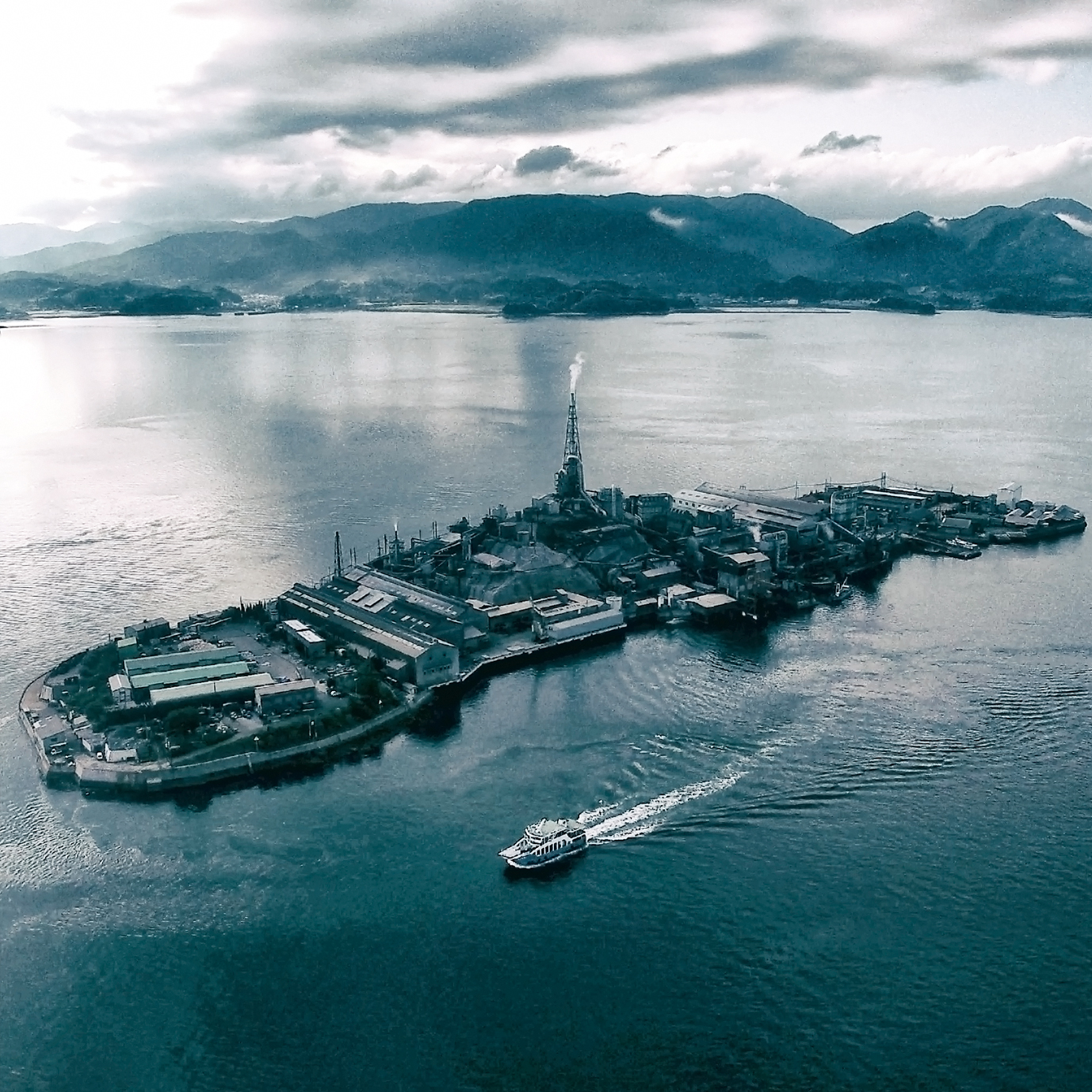
契島（無人機攝影）2016年

## 歷史
1899年有深川礦山製鍊所於此煉銅後，經營者屢次轉手，1950年東邦鋅業買下島嶼後今日擁有至今。

## 交通
契島的交通依靠航運，與竹原港、白水港（大崎上島）間有定期航運服務。契島運輸提供竹原港─契島航線（航程20分鐘，平日時1日17班）與白水港─契島航線（航程20分鐘、1日7班）。另有大崎上島町營白水港─生野島─契島航線（航程30分鐘、1日6班）。

## 外部連結
- 国土地理院地図閲覧サービス（页面存档备份，存于） - 契島の1/25000地形図 （页面存档备份，存于）
- 東邦亜鉛株式会社 契島製錬所 （页面存档备份，存于）